# Spathiphyllum blandum
Spathiphyllum blandum är en kallaväxtart som beskrevs av Heinrich Wilhelm Schott. Spathiphyllum blandum ingår i släktet Spathiphyllum och familjen kallaväxter. Inga underarter finns listade.